# William Norton Shinn
William Norton Shinn (* 24. Oktober 1782 im Burlington County, New Jersey; † 18. August 1871 in Mount Holly, New Jersey) war ein US-amerikanischer Politiker. Zwischen 1833 und 1837 vertrat er den Bundesstaat New Jersey im US-Repräsentantenhaus.

## Werdegang
William Shinn besuchte die öffentlichen Schulen seiner Heimat und arbeitete danach in der Landwirtschaft. Zwischen 1825 und 1828 war er als Sheriff Polizeichef im Burlington County. Politisch schloss er sich in den 1820er Jahren der Bewegung um Andrew Jackson an und wurde Mitglied der von diesem 1828 gegründeten Demokratischen Partei. Im Jahr 1828 saß Shinn in der New Jersey General Assembly; von 1829 bis 1831 war er Mitglied des Legislative Council, des Vorläufers des Senats von New Jersey. Im Jahr 1832 war er Parteivorsitzender der Demokraten in New Jersey. 
Bei den Kongresswahlen des Jahres 1832 wurde Shinn für den sechsten Sitz von New Jersey in das US-Repräsentantenhaus in Washington, D.C. gewählt, wo er am 4. März 1833 die Nachfolge von Silas Condit antrat. Nach einer Wiederwahl konnte er bis zum 3. März 1837 zwei Legislaturperioden im Kongress absolvieren. Seit dem Amtsantritt von Präsident Jackson wurde innerhalb und außerhalb des Kongresses heftig über dessen Politik diskutiert. Dabei ging es um die umstrittene Durchsetzung des Indian Removal Act, den Konflikt mit dem Staat South Carolina, der in der Nullifikationskrise gipfelte, und die Bankenpolitik des Präsidenten.
Nach dem Ende seiner Zeit im US-Repräsentantenhaus arbeitete Shinn wieder in der Landwirtschaft. In den Jahren 1853 und 1854 war er Präsident der Burlington Agricultural Association. Außerdem stieg er in das Eisenbahngeschäft ein. Dabei war er einer der Direktoren der Camden and Amboy Railroad. Er starb am 18. August 1871 in Mount Holly, wo er auch beigesetzt wurde.